# Heinz Lehmann (Fußballspieler)
Heinz Lehmann (* 15. Juli 1921; † 3. April 2002) war ein deutscher Fußballspieler. Der ehemalige Gauligaspieler in Berlin-Brandenburg und Pommern, kam nach dem Zweiten Weltkrieg von 1947 bis 1952 in der Fußball-Oberliga Nord bei den Vereinen FC St. Pauli, Altona 93 und Bremerhaven 93 auf 73 Ligaspiele, in denen er 40 Tore erzielte.

## Laufbahn

### Gauliga, bis 1944
Mit dem Fußball hat der Schüler Heinz Lehmann als Jugendspieler bei Wacker 04 Berlin angefangen. In der Saison 1940/41 gehörte er der Meistermannschaft von Tennis Borussia Berlin in der Gauliga Berlin-Brandenburg an. Der schnelle Stürmer kam am 11. April 1941 beim 3:1-Heimerfolg gegen NSTG Prag erstmals in der Endrunde um die deutsche Fußballmeisterschaft im Team der „Veilchen“ zum Einsatz. Im damaligen WM-System stürmte er auf Rechtsaußen an der Seite von Mittelstürmer „Hanne“ Berndt. Durch die Einberufung zur Luftwaffe im Zweiten Weltkrieg, war er in den Kriegsjahren 1942 und 1943 für die „Fliegerelf“ aus dem bei Ribnitz-Damgarten gelegenen Fliegerhorst Pütnitz für den dortigen LSV in der Gauliga Pommern aktiv.
Im Tschammerpokal ist sein Einsatz am 30. August 1942 bei der 1:4-Niederlage gegen den LSV Stettin notiert, sowie im Wettbewerb 1943 mit den zwei Spielen gegen SV Viktoria Elbing, wo er beim 7:0-Erfolg drei Tore als Mittelstürmer erzielte und bei der 2:3-Niederlage gegen den Luftwaffen-Sportverein Hamburg, wo er wiederum als Torschütze gegen die prominent besetzte Defensive des späteren Finalisten um Willy Jürissen, Karl Miller und Reinhold Münzenberg, verzeichnet ist. Mit dem Gauligameister von Pommern nahm er 1943 auch an den Spielen um die deutsche Meisterschaft teil. Das erste Spiel am 2. Mai endete 2:2 nach Verlängerung gegen den Berliner SV 92. „Tute“ Lehmann gelang dabei ein Treffer gegen Nationaltorhüter Helmut Jahn. Acht Tage später setzte sich der BSV 92 im Wiederholungsspiel mit 2:0 Toren in Stettin vor 10.000 Zuschauern gegen Pütnitz durch.

### Oberliga Nord, 1947 bis 1952
Nach dem Zweiten Weltkrieg kam „Tute“ Lehmann, wie auch Hans Appel aus Berlin und die Ex-Dresdner Walter Dzur, Heinz Hempel, Heinrich Schaffer, Fritz Machate (über den Umweg Bamberg), sowie Rolf Börner (aus Riesa) und Josef Famula von Beuthen 09 nach Hamburg, zum FC St. Pauli. Karl Miller, der 12-malige Nationalspieler der Kriegsjahre beim Dresdner SC und des LSV Hamburg, konnte nach dem Ende des Zweiten Weltkriegs durch seine Kontakte ehemalige Dresdner Kollegen und ein paar weitere Spitzenspieler aus Berlin und dem übrigen Osten mit einer einfachen Methode an die Elbe locken: freie und reichliche Verköstigung durch Vater Millers Schlachterei. In der Nachkriegszeit, in der viele Menschen hungerten, ein überzeugendes Argument.
Unmittelbar nach Beendigung des Zweiten Weltkriegs wurde in einer Hamburger Stadtliga die Meisterschaft ausgespielt. 1946 wurde St. Pauli Vizemeister (21:3) mit einem Punkt Rückstand hinter dem Hamburger SV mit 22:2 Punkten. Das Spitzenspiel endete am 5. Mai 1946 vor 23.000 Zuschauern torlos 0:0. Beim ersten Städtespiel nach dem Zweiten Weltkrieg am 14. April 1946 am Rothenbaum, Hamburg gegen den Niederrhein, glückte „Tute“ Lehmann nach Vorarbeit von Hans Appel der Siegtreffer zum 2:1 für die Hamburger Auswahl. In der Saison 1946/47 wurden die Mannen um Appel, Dzur, Miller und Lehmann mit 37:7 gegenüber 34:10 Punkten des HSV Meister. Bei den „Rothosen“ gewannen die Braun-Weißen vom Heiligengeistfeld am 3. November 1946 mit 3:2 Toren, das Heimspiel endete am 30. März 1947 mit 2:2-Remis. Die Premiererunde der Oberliga Nord 1947/48 beendeten der Hamburger SV und St. Pauli punktgleich mit 37:7 Punkten an der Tabellenspitze. Der schnelle und torgefährliche Lehmann erzielte 19 Treffer und führte damit die interne Torschützenliste vor Schaffer (17), Machate (13) und Börner (12) an. Von beiden Teams wurden die Auswärtsspiele gewonnen; Lehmann war der Torschütze zum 1:0-Sieg am 21. März 1948 beim HSV. Am 2. Mai 1948 setzte sich der HSV im Entscheidungsspiel um die Meisterschaft vor 30.000 Zuschauern im Stadion Hoheluft mit einem 2:1-Sieg durch. Dabei war der St. Pauli-Angriff mit Börner, Machate, Lehmann, Schaffer und Hermann Michael angetreten. „Tute“ Lehmann war der Torschütze des Vizemeisters. In den Spielen um die Britische Zonenmeisterschaft setzten sich Lehmann und Kollegen gegen den STV Horst-Emscher (3:1) und in zwei Spielen im Halbfinale gegen Borussia Dortmund durch. Im Finale standen sich am 13. Juni der Meister und Vizemeister der Nordliga gegenüber. Wiederum setzte sich der HSV durch, jetzt mit einem klaren 6:1-Erfolg. In der Endrunde um die deutsche Fußballmeisterschaft war der erste St. Pauli-Gegner am 18. Juli vor 70.000 Zuschauern im Berliner Olympiastadion die SG Union Oberschöneweide. Beim 7:0-Erfolg erzielte Lehmann auf der Mittelstürmerposition einen Treffer. Am 25. Juli endete die Halbfinalpartie in Mannheim gegen den 1. FC Nürnberg nach Verlängerung mit einer 2:3-Niederlage. Lehmann war in den Duellen gegen den „Club“-Stopper Georg Kennemann ein Treffer gegen den späteren Deutschen Meister gelungen.
Die als „Wundermannschaft“ bezeichnete Elf mit den Dresdnern und anderen Zugereisten aus dem Osten zählte Mitte/Ende der 1940er Jahre zu den besten Fußballteams in Deutschland – galt sogar als technisch beste Elf des Landes. Für „Tute“ Lehmann war die Zeit bei den Braun-Weißen nach der Saison 1949/50 – die letzten zwei Jahre war er nur noch sporadisch zum Einsatz gekommen – nach insgesamt 33 Oberligapflichtspielen mit 22 Toren beendet. Er schloss sich zur Runde 1950/51 Altona 93 an.
An der Seite von Werner Erb und Reinhold Jackstell erzielte der Mann aus Berlin in 16 Ligaspielen fünf Tore und der AFC stieg mit dem 15. Rang in das Hamburger Amateurlager ab. Bei der 3:6-Niederlage nach einer 2:0-Halbzeitführung am 3. März 1951 beim Hamburger SV, erzielte Lehmann auf Rechtsaußen zwei Tore. Sein letztes Oberligajahr verbrachte der Angreifer in der Saison 1951/52 bei Bremerhaven 93, wo er schon während des Zweiten Weltkriegs als Soldat kurzzeitig gespielt hatte. Bei der „Zolli“-Elf kamen nochmals 24 Oberligaeinsätze mit 13 Toren hinzu. Die Mannschaft um Werner Lang und Wilfried Kapteina erreichte mit 33:27 Punkten den achten Rang. Beim 9:4-Heimerfolg am 13. April 1952 gegen Eintracht Braunschweig absolvierte „Tute“ Lehmann auf der Mittelstürmerposition sein letztes Oberligaspiel und erzielte zwei Tore.
Beim FC Grün-Weiß 07 Hamburg spielte er ab der Saison 1952/53 noch Jahre im Amateurbereich. Laut Knieriem/Grüne soll er seinen Rufnamen „Tute“ in Anlehnung an seinen noch erfolgreicheren Vater Bruno „Tute“ Lehmann – Deutscher Meister 1930 und 1931 mit Hertha BSC und Bundespokalsieger 1928 und 1929 – erhalten haben.